# Malattia del becco e delle penne dei pappagalli

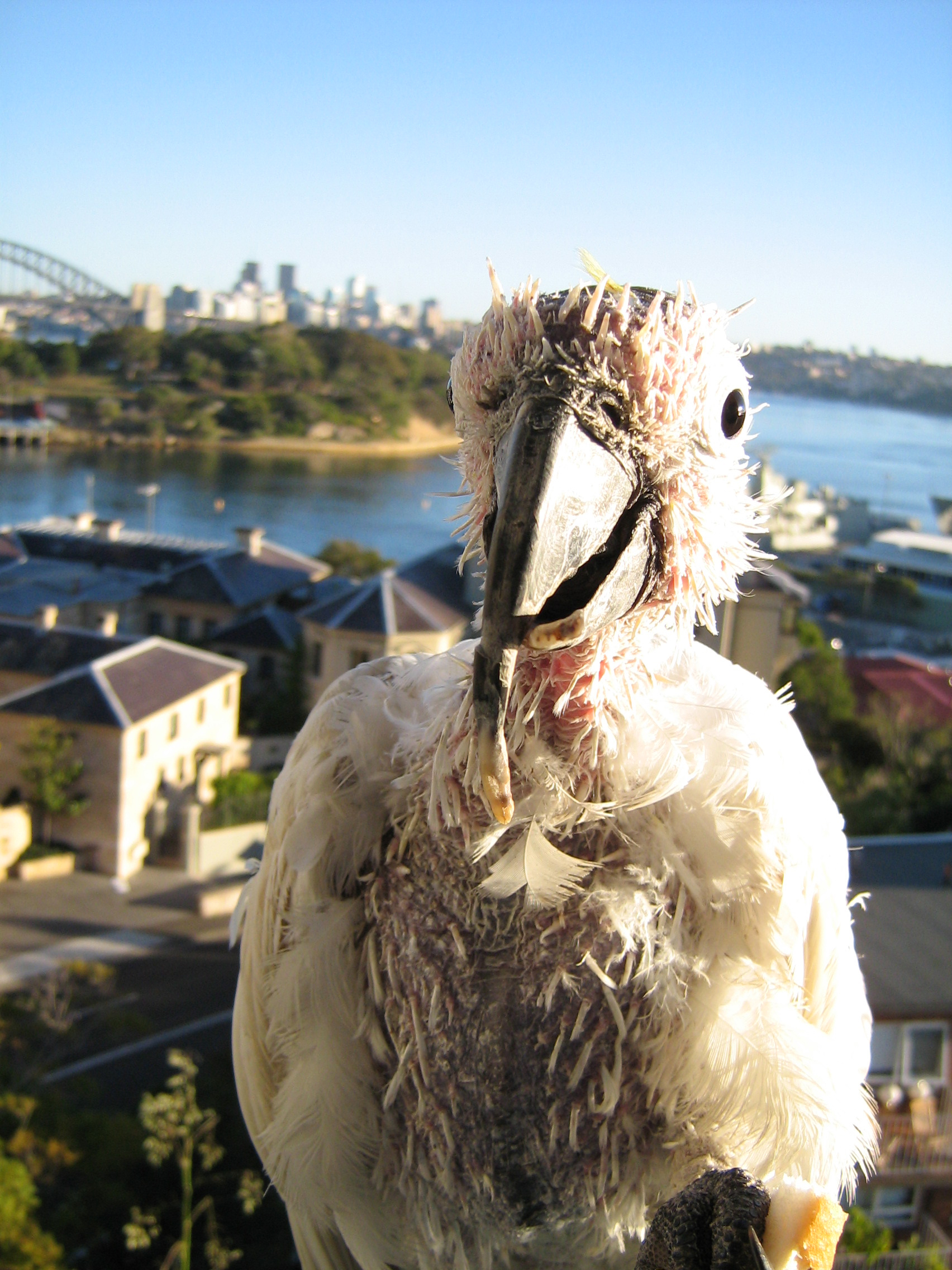
Un esemplare di Cacatua galerita affetto da PBFD: caratteristiche sono la perdita di piume e l'irregolare crescita del becco.

La malattia del becco e delle penne dei pappagalli o PBFD (dalla lingua inglese Psittacine Beak and Feather Disease) è una malattia infettiva di origine virale trasmessa dai Circovirus e che affligge i pappagalli sia del vecchio che del nuovo mondo.
Nello specifico, la malattia assume un aspetto particolare nel pappagallo cenerino che muta il piumaggio da grigio a rosa.